# Rubin Seigers
Rubin Seigers (11 gennaio 1998) è un calciatore belga, difensore del Westerlo.

## Carriera

### Club
Cresciuto nel settore giovanile del Genk, debutta in prima squadra il 17 maggio 2017, in occasione dell'incontro dei play-off di Pro League vinto per 3-1 contro il Roeselare. Dopo aver totalizzato solamente nove presenze e nessuna rete, nel 2019 viene ceduto in prestito al Beerschot VA, in seconda divisione. Rientrato alla base, rimane fuori dalla rosa e nel gennaio 2021 viene acquistato a titolo definitivo dal Westerlo.

### Nazionale
Ha rappresentato le nazionali giovanili belghe.

## Statistiche

### Presenze e reti nei club
Statistiche aggiornate al 21 gennaio 2023.
| Stagione        | Squadra         | Campionato      | Campionato | Campionato | Coppe nazionali | Coppe nazionali | Coppe nazionali | Coppe continentali | Coppe continentali | Coppe continentali | Altre coppe | Altre coppe | Altre coppe | Totale | Totale |
| Stagione        | Squadra         | Comp            | Pres       | Reti       | Comp            | Pres            | Reti            | Comp               | Pres               | Reti               | Comp        | Pres        | Reti        | Pres   | Reti   |
| --------------- | --------------- | --------------- | ---------- | ---------- | --------------- | --------------- | --------------- | ------------------ | ------------------ | ------------------ | ----------- | ----------- | ----------- | ------ | ------ |
| 2016-2017       | Genk            | D1              | 0+2        | 0          | CB              | 0               | 0               | UEL                | 0                  | 0                  |             | -           | -           | 2      | 0      |
| 2017-2018       | Genk            | D1              | 0          | 0          | CB              | 0               | 0               |                    | -                  | -                  |             | -           | -           | 0      | 0      |
| 2018-2019       | Genk            | D1              | 2+2        | 0          | CB              | 1               | 0               | UEL                | 2                  | 0                  |             | -           | -           | 7      | 0      |
| Totale Genk     | Totale Genk     | Totale Genk     | 2+4        | 0          |                 | 1               | 0               |                    | 2                  | 0                  |             | -           | -           | 9      | 0      |
| 2019-2020       | Beerschot VA    | D2              | 6          | 0          | CB              | 0               | 0               |                    | -                  | -                  |             | -           | -           | 6      | 0      |
| gen.-giu. 2021  | Westerlo        | D2              | 5          | 0          | CB              | -               | -               |                    | -                  | -                  |             | -           | -           | 5      | 0      |
| 2021-2022       | Westerlo        | D2              | 25         | 0          | CB              | 3               | 0               |                    | -                  | -                  |             | -           | -           | 28     | 0      |
| 2022-2023       | Westerlo        | D1              | 19         | 0          | CB              | 2               | 0               |                    | -                  | -                  |             | -           | -           | 21     | 0      |
| Totale Westerlo | Totale Westerlo | Totale Westerlo | 49         | 0          |                 | 5               | 0               |                    | -                  | -                  |             | -           | -           | 54     | 0      |
| Totale carriera | Totale carriera | Totale carriera | 61         | 0          |                 | 6               | 0               |                    | 2                  | 0                  |             | -           | -           | 69     | 0      |

## Palmarès

### Club

#### Competizioni nazionali
- Campionato belga: 1

Genk: 2018-2019
- Division 1B: 1

Westerlo: 2021-2022